# Ibergeregg
Die Ibergeregg ist ein Schweizer Pass im Kanton Schwyz, der auf einer Passlänge von 17 Kilometern die Ortschaften Schwyz und Oberiberg miteinander verbindet. Das Gebiet ist ein Ferienort mit Zugang zu dem Skigebiet Mythenregion, welches bis Brunni SZ reicht, dem mit diesem verbundenen Skigebiet Hoch-Ybrig, sowie ferner einem Zeltplatz und einer artenreichen Flora und Fauna.

## Geographie
Die Passhöhe befindet sich auf 1406 m ü. M. rund sechs Kilometer Luftlinie östlich des Kantonshauptorts Schwyz. Nördlich des Passes liegt der Furggelenstock (1656 m ü. M.), südlich davon der Firstspitz (1624 m ü. M.).
Östlich der Ibergeregg befindet sich das Quellgebiet der Minster, welche später die Sihl speist. Das Gebiet westlich wird zur Muota entwässert und gehört zum Muotatal. Auf der Ibergeregg gibt es zahlreiche Hoch- und Flachmoore; sie ist kantonales Naturschutzgebiet.
In nordöstlicher Richtung führt die Passstrasse weiter durch die Gemeinde Unteriberg zum Sihlsee und nach Einsiedeln mit dem Barockkloster Einsiedeln. Das westliche Ende der Strasse liegt in Schwyz, wo über die Autobahn A4 Anschluss nach Zürich und Luzern sowie über die A2 in Richtung Gotthard besteht.

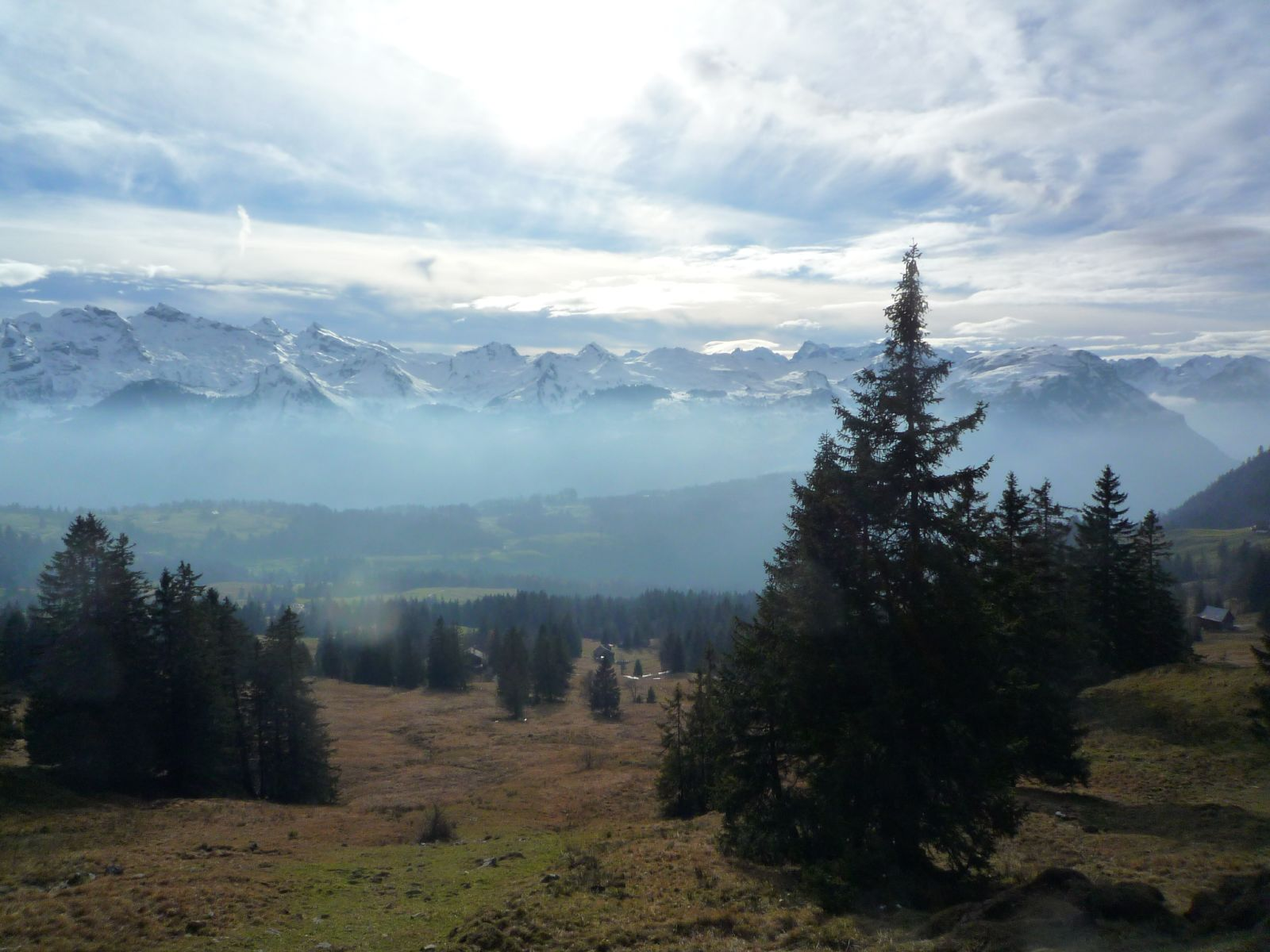
Blick nach Süden zu den Urner Alpen
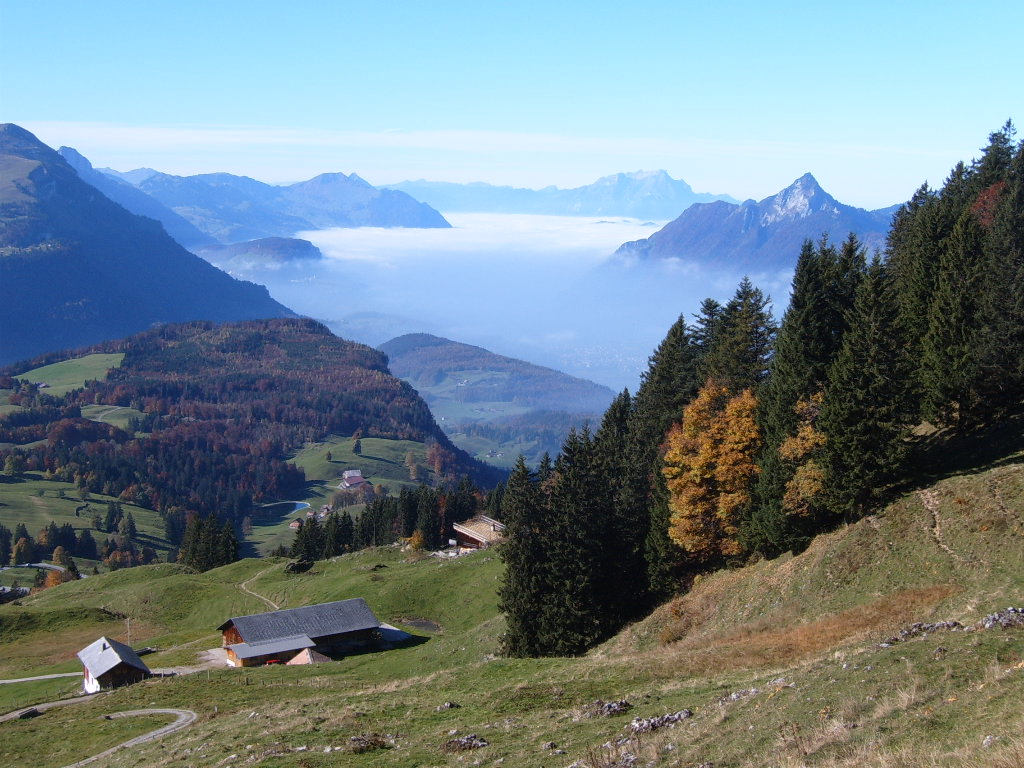
Blick nach Westen zum Vierwaldstättersee, der unter einem Nebelmeer versteckt liegt
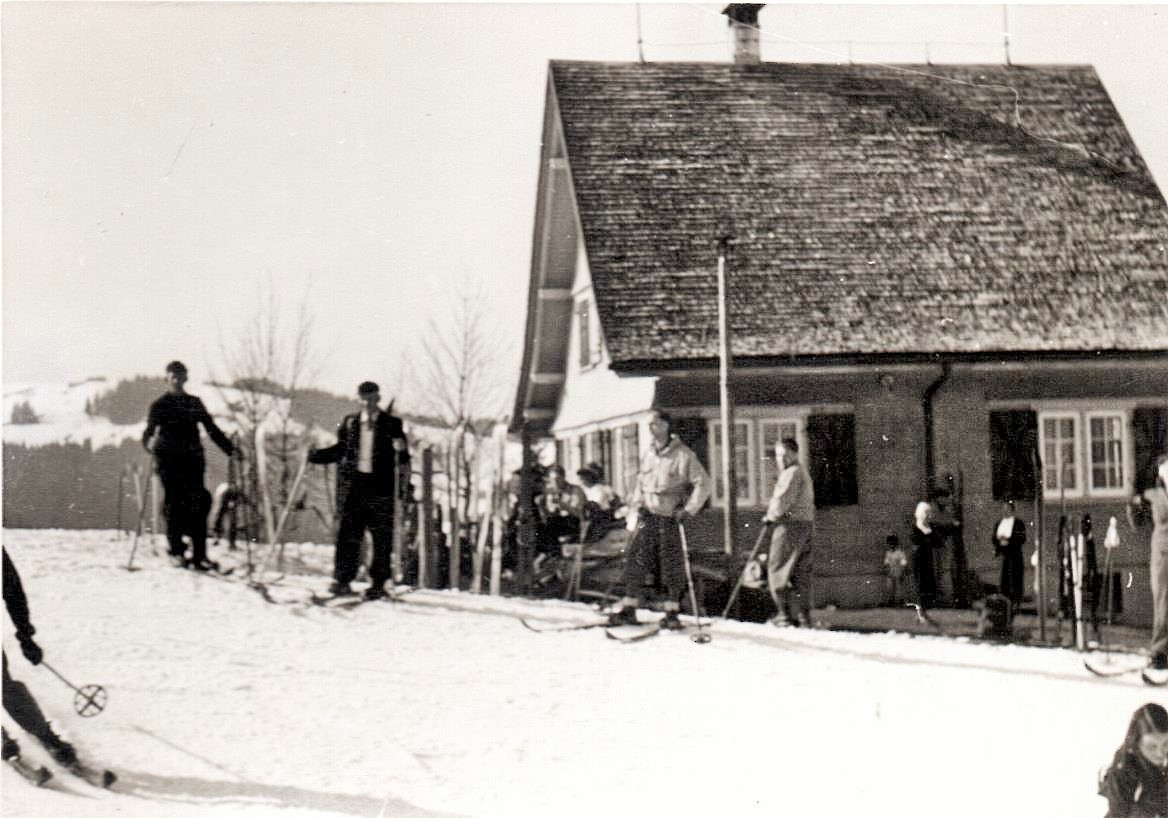
Clubhaus Eseltritt (1941)

## Geschichte
Ab dem Spätmittelalter führte ein Saumpfad über die Ibergeregg. Er war Teil des alten Schwyzerweg, der im 14. Jahrhundert als kürzeste Verbindung von Iberg nach Schwyz gebaut wurde. Die erste Strasse wurde 1873 dem Verkehr übergeben. Seit 1947 besteht im Sommer eine Busverbindung zwischen Schwyz und Oberiberg. 1961 wurde die Marienkapelle eingeweiht. 2019 wurden die Moorwälder der Ibergeregg zur Landschaft des Jahres gekürt.
Seit 1933 befindet sich 1,5 km unterhalb der Ibergeregg Passhöhe Richtung Schwyz das Ski- und Clubhaus Eseltritt des SAC Am Albis.